# Der Hundertjährige, der aus dem Fenster stieg und verschwand
Der Hundertjährige, der aus dem Fenster stieg und verschwand (schwedischer Originaltitel: Hundraåringen som klev ut genom fönstret och försvann) ist der Debütroman des schwedischen Journalisten und Autors Jonas Jonasson. Der Roman erschien im Jahr 2009 beim Verlag Piratförlaget, wurde 2010 zum meistverkauften Buch Schwedens und entwickelte sich schnell zu einem internationalen Bestseller. Seine Übersetzungsrechte wurden bis 2013 in mindestens 35 Länder verkauft. Bis Juni 2014 wurde das Buch weltweit über 6 Millionen Mal verkauft.
In deutscher Sprache erschien der Roman im August 2011 beim Verlag carl’s books der Verlagsgruppe Random House (Übersetzerin: Wibke Kuhn) und erreichte bereits Ende September die Top Ten der vom Buchreport erstellten Spiegel-Bestsellerliste. Das Buch war 31 Wochen lang im Jahr 2012 auf dem Platz 1 der Spiegel-Bestsellerliste. Im November 2013 erschien das Taschenbuch im Münchener btb-Verlag.

## Handlung
Eine Stunde vor der offiziell anberaumten Feier seines 100. Geburtstags beschließt Allan Karlsson, aus seinem Zimmer im Altersheim von Malmköping zu fliehen, um dem erwarteten Rummel um seine Person zu entkommen. Auf dem Busbahnhof bittet ihn ein junger Mann, der dringend zur Toilette muss, auf seinen Rollkoffer aufzupassen. Kurz entschlossen steigt Allan mit diesem Gepäck in den Bus nach Strängnäs. Auf halber Strecke steigt er aus und trifft auf einem verlassenen Bahnhof auf den siebzigjährigen Gelegenheitsdieb Julius Jonsson, dem er freimütig von seinem kleinen Abenteuer erzählt und der ihn darauf zu einem Elchfleischgulasch und ein paar Gläsern Schnaps einlädt. Da taucht der junge Mann wieder auf. Er hatte nach dem Verschwinden seines Koffers sofort die Verfolgung aufgenommen und stellt Julius zur Rede. Später stellt sich heraus, dass er Mitglied des kriminellen Biker-Clubs Never again ist. Im letzten Augenblick gelingt es Allan, der sich bei der Ankunft des Verfolgers in der Toilette aufgehalten hat, diesen zu überwältigen und in einen Kühlraum zu sperren. Julius und Allan brechen darauf den Koffer auf und finden darin zu ihrem Erstaunen 50 Millionen schwedische Kronen, die aus einem Drogendeal stammen. Am nächsten Morgen ist der junge Mann im Kühlraum erfroren, woraufhin sie beschließen, sich mit dem Geld aus dem Staub zu machen und unterwegs die Leiche zu entsorgen.
Es entwickelt sich eine skurrile Kriminalgeschichte, in deren Verlauf Allan, Julius, der Langzeitstudent und ehemalige Imbissbudenbesitzer Benny Ljungberg sowie die einsam auf ihrem Hof lebende Gunilla Björklund alias „die Schöne Frau“ mit ihrer aus einem Zirkus in Växjö entflohenen Elefantendame Sonja sich mit Gangstern, Polizei, Staatsanwaltschaft und neugierigen Reportern herumschlagen müssen, bevor sie am Ende glücklich in einem Hotel auf der Insel Bali ankommen.
Parallel zu den Geschehnissen des Jahres 2005 wird die Lebensgeschichte der Hauptfigur erzählt: Allan Karlsson wird gegen seinen Willen in die wichtigsten politischen Ereignisse des 20. Jahrhunderts verwickelt, schafft es aber, sich aus allen ideologischen Verwicklungen herauszuhalten. Sein Vater geht 1917 nach Russland, wandelt sich dort vom glühenden Sozialisten zum Verehrer des letzten Zaren Nikolaus II. und fällt schließlich im Kampf gegen die Bolschewiki, als er sein zur „unabhängigen Republik“ ausgerufenes Grundstück verteidigt. Daraufhin verlässt Allan mit neun Jahren die Schule und wird in einer Nitroglyzerinfabrik zum anerkannten Sprengstoffexperten. Als ein lokaler Großhändler bei einem Sprengstoffunfall stirbt, wird Allan als „sozial gefährlich“ eingestuft, in die Klinik des schwedischen Rassenforschers Herman Lundborg eingeliefert und dort zwangssterilisiert. Erst nach sieben Jahren darf er die Klinik wieder verlassen, da er jetzt als „geheilt“ gilt. Er kehrt zurück in seinen Heimatort, jagt das eigene Haus in die Luft und arbeitet dann erneut in einer Sprengstofffabrik.
Dort überredet ihn ein entflohener spanischer Revolutionär, mit nach Spanien zu gehen. Er wird in die Kämpfe des Spanischen Bürgerkriegs verwickelt und rettet eher zufällig General Franco das Leben, der sein bester Freund wird. Damit beginnt Allan Karlssons wechselvolle Reise durch die Weltgeschichte. Sie führt ihn zuerst als Assistent zum Manhattan-Projekt in die USA, wo ihm später der entscheidende Tipp zum Bau der Atombombe die Freundschaft Harry S. Trumans einbringt. Danach geht er mit Song Meiling, der Ehefrau Chiang Kai-sheks, nach China, rettet dort das Leben von Mao Zedongs künftiger Frau Jiang Qing und landet schließlich nach einer mühsamen Überquerung des Himalaya im Iran, von wo er, nachdem er das Hauptquartier des Geheimdienstes in die Luft gejagt hat, mit Winston Churchill nach London fliegt.
Wieder in Schweden überredet ihn ein sowjetischer Physiker, in Moskau den Sowjets beim Bau einer Atombombe zu helfen. Durch unvorsichtige Bemerkungen bei einem Abendessen zieht er Stalins Zorn auf sich, wird verhaftet und kommt nach Wladiwostok in ein Arbeitslager, aus dem ihm nach fünf Jahren ein spektakulärer Ausbruch gelingt. Über Nordkorea und China, wo Mao Zedong ihm aus Dankbarkeit einen „riesen haufen Dollahs“ aus dem amerikanischen Entwicklungsfonds übergibt, reist Allan mit Herbert Einstein, dem geistig beschränkten Halbbruder Albert Einsteins, nach Indonesien. Dort verbringt er 15 Jahre im Urlaub, bevor ihn eine indonesische Politikerin, Ehefrau seines Freundes Herbert, als „Botschaftsangestellten“ nach Paris mitnimmt. Nach vielen weiteren Abenteuern und einer Karriere als Spion der CIA kehrt Allan mit inzwischen 80 Jahren nach Schweden zurück und kauft sich in der Nähe seines Heimatortes ein Häuschen. Als ein Fuchs seinen geliebten Kater Molotow tötet, bastelt Allan eine Sprengstofffalle, die allerdings nicht nur den Fuchs erwischt, sondern gleich das gesamte Anwesen zerstört. Daraufhin weist man den 99-Jährigen in ein Altersheim ein, wo er auf seinen Tod wartet, bis er kurz vor der Feier seines 100. Geburtstages aus dem Fenster steigt und das Weite sucht.

## Rezension
Der Schelmenroman wurde von der Mehrheit der Kritiker positiv aufgenommen. So schrieb z. B. die Süddeutsche Zeitung:

„Beim Ersinnen abstruser Konstellationen und Konfrontationen hat Jonas Jonasson überschäumende Phantasie entwickelt, und Figuren wie Herbert Einstein, der tumbe Bruder des großen Albert, werden dem Roman einen Hauch Unsterblichkeit sichern.“

Der Norddeutsche Rundfunk urteilte:

„Jonas Jonasson gelingt es mit seinem Debüt glänzend zu unterhalten. Er beschreibt liebevoll seine Charaktere, verfügt über eine gehörige Portion Sprachwitz und seine Pointen sitzen. […] ‚Der Hundertjährige, der aus dem Fenster stieg und verschwand‘ ist eine Mischung aus Roadmovie und Schelmenroman in moderner Verpackung. Ein großes Lese-Vergnügen – oder ein Hör-Genuss, denn die Hörbuchfassung wird vom großartigen Otto Sander gelesen.“

## Verfilmungen
Im Jahr 2013 wurde das Buch unter der Regie von Felix Herngren verfilmt. Die Hauptrollen spielen der 1964 geborene Robert Gustafsson (Allan), Iwar Wiklander (Julius) und Mia Skäringer (Gunilla). Der Kinostart war am 20. März 2014. Die behördliche Deutsche Film- und Medienbewertung (FBW) hat dem Film das Prädikat „Besonders wertvoll“ zuerkannt.
2016 entstand die Fortsetzung Der Hunderteinjährige, der die Rechnung nicht bezahlte und verschwand.
Will Ferrell wird eine US-amerikanische Neuverfilmung produzieren und die Hauptrolle übernehmen, wie Ende August 2017 bekannt wurde.

## Hörspiel
Im Jahr 2013 inszenierte Leonhard Koppelmann den Roman nach der Bearbeitung von Dr. Heinz Sommer als Hörspiel für den Hessischen Rundfunk.  Es spielten Matthias Habich (Allan), Walter Renneisen (Julius), Charly Hübner (Benny), Marion Breckwoldt (Gunilla), Christian Redl (Kommissar), Timo Dierkes (Piranha), Wolf-Dietrich Sprenger (Staatsanwalt), Werner Wölbern (Bosse), Hans Diehl (Einstein), Rosemarie Fendel (Amanda), Nico Holonics, Frauke Poolman, Udo Schenk u. v. a. Die Musik komponierte und arrangierte Manfred Honetschlaeger für die HR-Bigband. Die Produktion ist beim Hörverlag auf CD veröffentlicht worden, ISBN 978-3-8445-1010-2.

## Fortsetzung
2018 veröffentlichte Jonasson den Roman Hundraettåringen – som tänkte att han tänkte för mycket (auf Deutsch: „Der Hundertjährige, der zurückkam, um die Welt zu retten“).